# Bombardier TRAXX
Bombardier TRAXX er en familie af elektriske og dieselelektriske lokomotiver som bygges af Bombardier på fabrikker i Kassel i Tyskland, samt i Italien.
Betegnelsen TRAXX er et akronym for Transnational Railway Applications with eXtreme fleXibility.
Siden introduktionen i 1997 er bygget en lang række varianter af lokomotiv-typen for både person- og godstrafik.

## TRAXX-lokomotiver i anvendelse i Danmark
Railion, senere DB Cargo Scandinavia, fik i 2007-09 leveret i alt 21 elektriske lokomotiver af typen Traxx F140 AC2, litreret 185 321-185 337 og 185 401-185 406. Lokomotiverne er udstyret så de både kan køre på det svenske/tyske strømsystem (15 kV-16 2/3 Hz) og det danske (25 kV-50 Hz), samt med sikkerhedssystemer for dansk og svensk ATC samt tysk Indusi. Lokomotiverne anvendes på elektrificerede strækninger i alle 3 lande, men især som trækkraft for transitgodstog mellem Tyskland og Sverige.
Svenske Hector Rail har 12 lokomotiver af typen TRAXX F140 AC2, litreret 241.001–241.012, i drift, leveret mellem 2007 og 2011.
Tysk/svenske TX Logistik har 4 lokomotiver af typen TRAXX F140 AC2 godkendt for kørsel i Danmark, 185 507, 185 508, 185 517 og 185 518.